# Família Bach

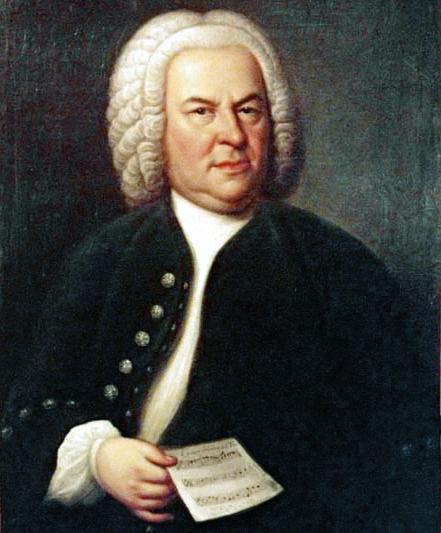
Johann Sebastian Bach, el més eminent membre de la família Bach.

La família Bach va ser una família de músics alemanys de gran importància en la història de la música durant quasi dos-cents anys, sent el més important de tots el compositor Johann Sebastian Bach. Va ser aquest últim i més tard el seu fill Carl Philipp Emanuel Bach els que van elaborar una genealogia de la família (començada en 1735), titulada Ursprung Der musicalisch-Bachischen Familie.

## Història

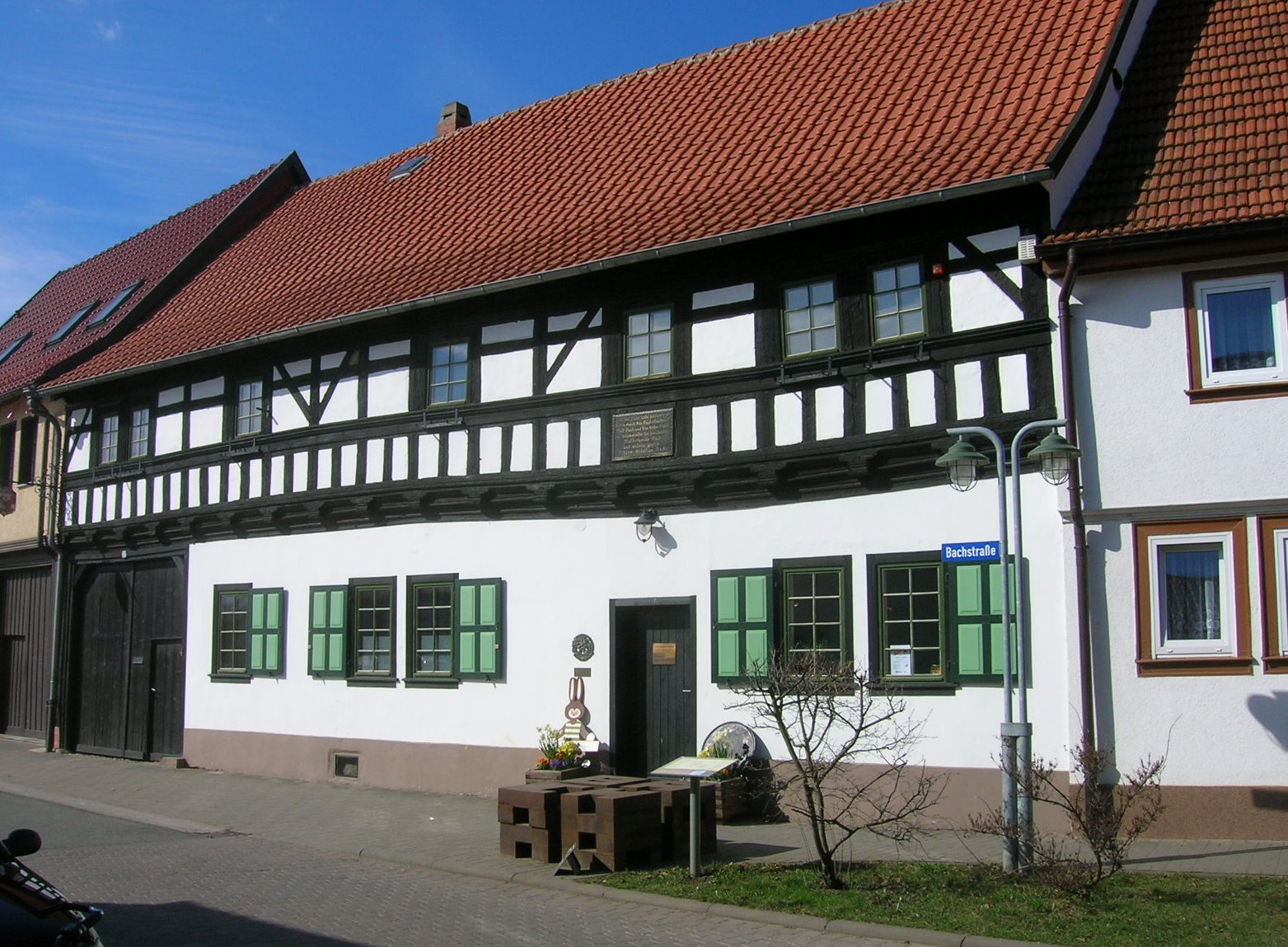
Casa Bach a Wechmar.

Es coneixen quatre branques de la família Bach des d'inicis del segle xvi; l'any 1561 sabem de Hans Bach que vivia a Günthersleben-Wechmar, una aldea entre Gotha i Arnstadt a Turíngia, qui potser va ser pare de Veit Bach. En aquella època es van establir a Turíngia, en el centre d'Alemanya. La família professava el luteranisme i segons sembla havien emigrat per tal de fugir de la persecució contra aquesta religió en la seua zona d'origen, potser Europa Oriental o Hongria. Només al final de la dinastia, a les darreries del segle xviii, alguns d'ells es van radicar en altres zones d'Alemanya o en altres països.
La genealogia mencionada descriu Veit, forner i moliner, com el fundador de la família, "la cítara del qual sonava fort al mig del soroll del xoc de les rodes del molí". El seu fill, Johannes (Hans) Bach, Der Spielmann (literalment, el tocador), va ser el primer músic professional de la família. De la gran família de Johannes, el seu segon fill, Christoph Bach, va ser el pare de Johann Ambrosius Bach qui seria el pare de Johann Sebastian Bach.
El germà major de Johann Ambrosius, Heinrich Bach de Arnstadt, va tenir dos fills: Johann Michael Bach i Johann Christoph Bach (1642-1703), que són els precursors més importants de J. S. Bach; Johann Christoph va ser considerat durant algun temps l'autor del motet Ich lasse dich nicht (No et deixaré), ara obra confirmada de Johann Sebastian, la que és el seu (BWV 159a). Un altre descendent de Veit Bach, Johann Ludwig Bach, va ser el més admirat dels avantpassats de Johann Sebastian, qui va copiar dotze de les seues cantates eclesials i les va afegir en algunes ocasions en els seus concerts.
Al mig de tota la misèria dels llauradors i durant el període de la Guerra dels Trenta Anys el clan Bach va mantenir la seua posició i va donar músics que, no obstant la seua fama local, van estar entre els més grans d'Europa. Tan nombrosos i eminents van ser, que els músics d'Erfurt van ser coneguts com els "Bachs", fins i tot quan ja no hi quedaven més membres de la família en la ciutat. Johann Sebastian Bach va heretar així la tradició artística d'una família sencera, a la qual unes circumstàncies molt particulars havien fet dipositària de la tradició de la polifonia, que l'evolució musical havia fet desaparèixer a la resta d'Europa.

## Els fills de Johann Sebastian Bach
Dels set fills que Johann Sebastian va tenir amb la seua primera esposa (la seua cosina en segon grau, Maria Bàrbara Bach) només tres van sobreviure, dos dels quals van seguir sengles carreres musicals per mèrits propis: Wilhelm Friedemann Bach i el ja mencionat Carl Philipp Emanuel Bach. Els altres, Johann Christoph Friedrich Bach i Johann Christian Bach, van ser fills del seu segon matrimoni amb Anna Magdalena Wilcken, que era una soprano molt dotada i la filla del trompetista de la cort del príncep de Saxònia-Weissenfels.

## La seva música
El predomini de la família Bach va succeir en el període musical conegut com a barroc. Pràcticament tots els membres de la família van ser luterans. La majoria dels músics van exercir treballs relacionats amb l'Església: uns com organistes, altres com a Cantors o directors dels elencs de l'Església i també com compositors de música destinada als serveis (cantates religioses, corals i preludis corals, música instrumental per a acompanyar els intermedis o les reflexions). Altres músics van treballar amb les orquestres o capelles de les corts dels nobles, en els conjunts municipals o es van dedicar a l'ensenyament.
Aquesta religiositat, a més d'un profund arrelament en la tradició antiga - sobretot la polifonia renaixentista -, va impregnar la música dels seus membres d'una sobrietat d'expressió molt singular i de l'ús de la tradicional polifonia, que es va convertir en segell distintiu de bona part de la música del centre d'Alemanya, en contrast amb la dels virtuosos i fantasejadors organistes del nord d'Alemanya i de la marcada influència italiana (amb els nous gèneres de l'òpera, la sonata i el concert) i de la música popular en el sud. Johann Sebastian no va compondre òperes, però va beure de molt diverses fonts internacionals, la música instrumental italiana, i la música per a teclat francesa, entre moltes altres.
Ja cap al final de la dinastia, els fills de Johann Sebastian van viure el canvi d'estil que es donava en les seues èpoques. Es preferien les textures musicals més lleugeres (el monòdic i homofònic al polifònic), i es van abandonar certes formes tradicionals per altres de noves: era l'alba del classicisme. Justament dos dels fills de Johann Sebastian, Carl Philipp Emanuel Bach i Johann Christian Bach (qui va compondre òperes a Anglaterra a l'estil italià), van tenir un paper molt important en el desenvolupament del que es coneix com a "estil clàssic", influint profundament en els joves músics com Franz Joseph Haydn i Mozart.

## Arbre genealògic
|                                     |                                     |                                     |                                     |                                     |                                     |                           |                           |                                       |                                       |                                              |                                              | Veit Bach (f. 1619)                          |                                              |                                              |                                              |                                              |                                              |                                              |                                              |                                              |                                              |                                          |                                          |                                             |                                             |                                             |                                             |                                             |                                             |                                         |                                         |                                        |                                        |                                        |                                        |                                        |                                        |                                |                                |                                   |                                   |                                   |                                   |                                   |                                   |  |  |                                          |                                          |                                          |                                          |                                          |                                          |                                        |                                        |                                        |                                        |                                       |                                       |                                       |                                       |  |  |                              |                              |                              |                              |                              |                              |  |  |                            |                            |                            |                            |                            |                            |  |  |  |  |
|                                     |                                     |                                     |                                     |                                     |                                     |                           |                           |                                       |                                       |                                              |                                              |                                              |                                              |                                              |                                              |                                              |                                              |                                              |                                              |                                              |                                              |                                          |                                          |                                             |                                             |                                             |                                             |                                             |                                             |                                         |                                         |                                        |                                        |                                        |                                        |                                        |                                        |                                |                                |                                   |                                   |                                   |                                   |                                   |                                   |  |  |                                          |                                          |                                          |                                          |                                          |                                          |                                        |                                        |                                        |                                        |                                       |                                       |                                       |                                       |  |  |                              |                              |                              |                              |                              |                              |  |  |                            |                            |                            |                            |                            |                            |  |  |  |  |
|                                     |                                     |                                     |                                     |                                     |                                     |                           |                           |                                       |                                       |                                              |                                              | Johannes (Hans) Bach (1550–1626)             |                                              |                                              |                                              |                                              |                                              |                                              |                                              |                                              |                                              |                                          |                                          |                                             |                                             |                                             |                                             |                                             |                                             |                                         |                                         |                                        |                                        |                                        |                                        |                                        |                                        |                                |                                |                                   |                                   |                                   |                                   |                                   |                                   |  |  |                                          |                                          |                                          |                                          |                                          |                                          |                                        |                                        |                                        |                                        |                                       |                                       |                                       |                                       |  |  |                              |                              |                              |                              |                              |                              |  |  |                            |                            |                            |                            |                            |                            |  |  |  |  |
|                                     |                                     |                                     |                                     |                                     |                                     |                           |                           |                                       |                                       |                                              |                                              |                                              |                                              |                                              |                                              |                                              |                                              |                                              |                                              |                                              |                                              |                                          |                                          |                                             |                                             |                                             |                                             |                                             |                                             |                                         |                                         |                                        |                                        |                                        |                                        |                                        |                                        |                                |                                |                                   |                                   |                                   |                                   |                                   |                                   |  |  |                                          |                                          |                                          |                                          |                                          |                                          |                                        |                                        |                                        |                                        |                                       |                                       |                                       |                                       |  |  |                              |                              |                              |                              |                              |                              |  |  |                            |                            |                            |                            |                            |                            |  |  |  |  |
|                                     |                                     |                                     |                                     |                                     |                                     |                           |                           |                                       |                                       |                                              |                                              |                                              |                                              |                                              |                                              |                                              |                                              |                                              |                                              |                                              |                                              |                                          |                                          |                                             |                                             |                                             |                                             |                                             |                                             |                                         |                                         |                                        |                                        |                                        |                                        |                                        |                                        |                                |                                |                                   |                                   |                                   |                                   |                                   |                                   |  |  |                                          |                                          |                                          |                                          |                                          |                                          |                                        |                                        |                                        |                                        |                                       |                                       |                                       |                                       |  |  |                              |                              |                              |                              |                              |                              |  |  |                            |                            |                            |                            |                            |                            |  |  |  |  |
|                                     |                                     |                                     |                                     | Heinrich Bach (1615-1692)           | Heinrich Bach (1615-1692)           | Heinrich Bach (1615-1692) | Heinrich Bach (1615-1692) | Heinrich Bach (1615-1692)             | Heinrich Bach (1615-1692)             |                                              |                                              |                                              |                                              |                                              |                                              |                                              |                                              |                                              |                                              | Christoph Bach (1613–1662)                   | Christoph Bach (1613–1662)                   | Christoph Bach (1613–1662)               | Christoph Bach (1613–1662)               | Christoph Bach (1613–1662)                  | Christoph Bach (1613–1662)                  |                                             |                                             |                                             |                                             |                                         |                                         |                                        |                                        |                                        |                                        |                                        |                                        |                                |                                |                                   |                                   |                                   |                                   |                                   |                                   |  |  |                                          |                                          |                                          |                                          |                                          |                                          |                                        |                                        |                                        |                                        |                                       |                                       |                                       |                                       |  |  |                              |                              |                              |                              |                              |                              |  |  |                            |                            |                            |                            |                            |                            |  |  |  |  |
|                                     |                                     |                                     |                                     | Heinrich Bach (1615-1692)           | Heinrich Bach (1615-1692)           | Heinrich Bach (1615-1692) | Heinrich Bach (1615-1692) | Heinrich Bach (1615-1692)             | Heinrich Bach (1615-1692)             |                                              |                                              |                                              |                                              |                                              |                                              |                                              |                                              |                                              |                                              | Christoph Bach (1613–1662)                   | Christoph Bach (1613–1662)                   | Christoph Bach (1613–1662)               | Christoph Bach (1613–1662)               | Christoph Bach (1613–1662)                  | Christoph Bach (1613–1662)                  |                                             |                                             |                                             |                                             |                                         |                                         |                                        |                                        |                                        |                                        |                                        |                                        |                                |                                |                                   |                                   |                                   |                                   |                                   |                                   |  |  |                                          |                                          |                                          |                                          |                                          |                                          |                                        |                                        |                                        |                                        |                                       |                                       |                                       |                                       |  |  |                              |                              |                              |                              |                              |                              |  |  |                            |                            |                            |                            |                            |                            |  |  |  |  |
|                                     |                                     |                                     |                                     |                                     |                                     |                           |                           |                                       |                                       |                                              |                                              |                                              |                                              |                                              |                                              |                                              |                                              |                                              |                                              |                                              |                                              |                                          |                                          |                                             |                                             |                                             |                                             |                                             |                                             |                                         |                                         |                                        |                                        |                                        |                                        |                                        |                                        |                                |                                |                                   |                                   |                                   |                                   |                                   |                                   |  |  |                                          |                                          |                                          |                                          |                                          |                                          |                                        |                                        |                                        |                                        |                                       |                                       |                                       |                                       |  |  |                              |                              |                              |                              |                              |                              |  |  |                            |                            |                            |                            |                            |                            |  |  |  |  |
| Johann Christoph Bach (1642–1703)   | Johann Christoph Bach (1642–1703)   | Johann Christoph Bach (1642–1703)   | Johann Christoph Bach (1642–1703)   | Johann Christoph Bach (1642–1703)   | Johann Christoph Bach (1642–1703)   |                           |                           | Johann Michael Bach (1648–1694)       | Johann Michael Bach (1648–1694)       | Johann Michael Bach (1648–1694)              | Johann Michael Bach (1648–1694)              | Johann Michael Bach (1648–1694)              | Johann Michael Bach (1648–1694)              |                                              |                                              | Johann Ambrosius Bach (1645–1695)            | Johann Ambrosius Bach (1645–1695)            | Johann Ambrosius Bach (1645–1695)            | Johann Ambrosius Bach (1645–1695)            | Johann Ambrosius Bach (1645–1695)            | Johann Ambrosius Bach (1645–1695)            |                                          |                                          | Maria Elisabetha Lämmerhirt (1644–1694)     | Maria Elisabetha Lämmerhirt (1644–1694)     | Maria Elisabetha Lämmerhirt (1644–1694)     | Maria Elisabetha Lämmerhirt (1644–1694)     | Maria Elisabetha Lämmerhirt (1644–1694)     | Maria Elisabetha Lämmerhirt (1644–1694)     |                                         |                                         | Johann Christoph Bach (1645–1693)      | Johann Christoph Bach (1645–1693)      | Johann Christoph Bach (1645–1693)      | Johann Christoph Bach (1645–1693)      | Johann Christoph Bach (1645–1693)      | Johann Christoph Bach (1645–1693)      |                                |                                |                                   |                                   |                                   |                                   |                                   |                                   |  |  |                                          |                                          |                                          |                                          |                                          |                                          |                                        |                                        |                                        |                                        |                                       |                                       |                                       |                                       |  |  |                              |                              |                              |                              |                              |                              |  |  |                            |                            |                            |                            |                            |                            |  |  |  |  |
| Johann Christoph Bach (1642–1703)   | Johann Christoph Bach (1642–1703)   | Johann Christoph Bach (1642–1703)   | Johann Christoph Bach (1642–1703)   | Johann Christoph Bach (1642–1703)   | Johann Christoph Bach (1642–1703)   |                           |                           | Johann Michael Bach (1648–1694)       | Johann Michael Bach (1648–1694)       | Johann Michael Bach (1648–1694)              | Johann Michael Bach (1648–1694)              | Johann Michael Bach (1648–1694)              | Johann Michael Bach (1648–1694)              |                                              |                                              | Johann Ambrosius Bach (1645–1695)            | Johann Ambrosius Bach (1645–1695)            | Johann Ambrosius Bach (1645–1695)            | Johann Ambrosius Bach (1645–1695)            | Johann Ambrosius Bach (1645–1695)            | Johann Ambrosius Bach (1645–1695)            |                                          |                                          | Maria Elisabetha Lämmerhirt (1644–1694)     | Maria Elisabetha Lämmerhirt (1644–1694)     | Maria Elisabetha Lämmerhirt (1644–1694)     | Maria Elisabetha Lämmerhirt (1644–1694)     | Maria Elisabetha Lämmerhirt (1644–1694)     | Maria Elisabetha Lämmerhirt (1644–1694)     |                                         |                                         | Johann Christoph Bach (1645–1693)      | Johann Christoph Bach (1645–1693)      | Johann Christoph Bach (1645–1693)      | Johann Christoph Bach (1645–1693)      | Johann Christoph Bach (1645–1693)      | Johann Christoph Bach (1645–1693)      |                                |                                |                                   |                                   |                                   |                                   |                                   |                                   |  |  |                                          |                                          |                                          |                                          |                                          |                                          |                                        |                                        |                                        |                                        |                                       |                                       |                                       |                                       |  |  |                              |                              |                              |                              |                              |                              |  |  |                            |                            |                            |                            |                            |                            |  |  |  |  |
|                                     |                                     |                                     |                                     |                                     |                                     |                           |                           |                                       |                                       |                                              |                                              |                                              |                                              |                                              |                                              |                                              |                                              |                                              |                                              |                                              |                                              |                                          |                                          |                                             |                                             |                                             |                                             |                                             |                                             |                                         |                                         |                                        |                                        |                                        |                                        |                                        |                                        |                                |                                |                                   |                                   |                                   |                                   |                                   |                                   |  |  |                                          |                                          |                                          |                                          |                                          |                                          |                                        |                                        |                                        |                                        |                                       |                                       |                                       |                                       |  |  |                              |                              |                              |                              |                              |                              |  |  |                            |                            |                            |                            |                            |                            |  |  |  |  |
|                                     |                                     |                                     |                                     |                                     |                                     |                           |                           |                                       |                                       |                                              |                                              |                                              |                                              |                                              |                                              |                                              |                                              |                                              |                                              |                                              |                                              |                                          |                                          |                                             |                                             |                                             |                                             |                                             |                                             |                                         |                                         |                                        |                                        |                                        |                                        |                                        |                                        |                                |                                |                                   |                                   |                                   |                                   |                                   |                                   |  |  |                                          |                                          |                                          |                                          |                                          |                                          |                                        |                                        |                                        |                                        |                                       |                                       |                                       |                                       |  |  |                              |                              |                              |                              |                              |                              |  |  |                            |                            |                            |                            |                            |                            |  |  |  |  |
| Johann Nikolaus Bach (1669–1753)    | Johann Nikolaus Bach (1669–1753)    | Johann Nikolaus Bach (1669–1753)    | Johann Nikolaus Bach (1669–1753)    | Johann Nikolaus Bach (1669–1753)    | Johann Nikolaus Bach (1669–1753)    |                           |                           | Maria Barbara Bach (1684–1720)        | Maria Barbara Bach (1684–1720)        | Maria Barbara Bach (1684–1720)               | Maria Barbara Bach (1684–1720)               | Maria Barbara Bach (1684–1720)               | Maria Barbara Bach (1684–1720)               |                                              |                                              | Johann Sebastian Bach (1685–1750)            | Johann Sebastian Bach (1685–1750)            | Johann Sebastian Bach (1685–1750)            | Johann Sebastian Bach (1685–1750)            | Johann Sebastian Bach (1685–1750)            | Johann Sebastian Bach (1685–1750)            |                                          |                                          | Anna Magdalena Wilcke (1701–1760)           | Anna Magdalena Wilcke (1701–1760)           | Anna Magdalena Wilcke (1701–1760)           | Anna Magdalena Wilcke (1701–1760)           | Anna Magdalena Wilcke (1701–1760)           | Anna Magdalena Wilcke (1701–1760)           |                                         |                                         | Johann Christoph Bach (1671-1721)      | Johann Christoph Bach (1671-1721)      | Johann Christoph Bach (1671-1721)      | Johann Christoph Bach (1671-1721)      | Johann Christoph Bach (1671-1721)      | Johann Christoph Bach (1671-1721)      |                                |                                | Johann Jacob Bach (1682–1722)     | Johann Jacob Bach (1682–1722)     | Johann Jacob Bach (1682–1722)     | Johann Jacob Bach (1682–1722)     | Johann Jacob Bach (1682–1722)     | Johann Jacob Bach (1682–1722)     |  |  |                                          |                                          |                                          |                                          |                                          |                                          |                                        |                                        |                                        |                                        |                                       |                                       |                                       |                                       |  |  |                              |                              |                              |                              |                              |                              |  |  |                            |                            |                            |                            |                            |                            |  |  |  |  |
| Johann Nikolaus Bach (1669–1753)    | Johann Nikolaus Bach (1669–1753)    | Johann Nikolaus Bach (1669–1753)    | Johann Nikolaus Bach (1669–1753)    | Johann Nikolaus Bach (1669–1753)    | Johann Nikolaus Bach (1669–1753)    |                           |                           | Maria Barbara Bach (1684–1720)        | Maria Barbara Bach (1684–1720)        | Maria Barbara Bach (1684–1720)               | Maria Barbara Bach (1684–1720)               | Maria Barbara Bach (1684–1720)               | Maria Barbara Bach (1684–1720)               |                                              |                                              | Johann Sebastian Bach (1685–1750)            | Johann Sebastian Bach (1685–1750)            | Johann Sebastian Bach (1685–1750)            | Johann Sebastian Bach (1685–1750)            | Johann Sebastian Bach (1685–1750)            | Johann Sebastian Bach (1685–1750)            |                                          |                                          | Anna Magdalena Wilcke (1701–1760)           | Anna Magdalena Wilcke (1701–1760)           | Anna Magdalena Wilcke (1701–1760)           | Anna Magdalena Wilcke (1701–1760)           | Anna Magdalena Wilcke (1701–1760)           | Anna Magdalena Wilcke (1701–1760)           |                                         |                                         | Johann Christoph Bach (1671-1721)      | Johann Christoph Bach (1671-1721)      | Johann Christoph Bach (1671-1721)      | Johann Christoph Bach (1671-1721)      | Johann Christoph Bach (1671-1721)      | Johann Christoph Bach (1671-1721)      |                                |                                | Johann Jacob Bach (1682–1722)     | Johann Jacob Bach (1682–1722)     | Johann Jacob Bach (1682–1722)     | Johann Jacob Bach (1682–1722)     | Johann Jacob Bach (1682–1722)     | Johann Jacob Bach (1682–1722)     |  |  |                                          |                                          |                                          |                                          |                                          |                                          |                                        |                                        |                                        |                                        |                                       |                                       |                                       |                                       |  |  |                              |                              |                              |                              |                              |                              |  |  |                            |                            |                            |                            |                            |                            |  |  |  |  |
|                                     |                                     |                                     |                                     |                                     |                                     |                           |                           |                                       |                                       |                                              |                                              |                                              |                                              |                                              |                                              |                                              |                                              |                                              |                                              |                                              |                                              |                                          |                                          |                                             |                                             |                                             |                                             |                                             |                                             |                                         |                                         |                                        |                                        |                                        |                                        |                                        |                                        |                                |                                |                                   |                                   |                                   |                                   |                                   |                                   |  |  |                                          |                                          |                                          |                                          |                                          |                                          |                                        |                                        |                                        |                                        |                                       |                                       |                                       |                                       |  |  |                              |                              |                              |                              |                              |                              |  |  |                            |                            |                            |                            |                            |                            |  |  |  |  |
|                                     |                                     |                                     |                                     |                                     |                                     |                           |                           |                                       |                                       |                                              |                                              |                                              |                                              |                                              |                                              |                                              |                                              |                                              |                                              |                                              |                                              |                                          |                                          |                                             |                                             |                                             |                                             |                                             |                                             |                                         |                                         |                                        |                                        |                                        |                                        |                                        |                                        |                                |                                |                                   |                                   |                                   |                                   |                                   |                                   |  |  |                                          |                                          |                                          |                                          |                                          |                                          |                                        |                                        |                                        |                                        |                                       |                                       |                                       |                                       |  |  |                              |                              |                              |                              |                              |                              |  |  |                            |                            |                            |                            |                            |                            |  |  |  |  |
| Wilhelm Friedemann Bach (1710–1784) | Wilhelm Friedemann Bach (1710–1784) | Wilhelm Friedemann Bach (1710–1784) | Wilhelm Friedemann Bach (1710–1784) | Wilhelm Friedemann Bach (1710–1784) | Wilhelm Friedemann Bach (1710–1784) |                           |                           | Carl Philipp Emanuel Bach (1714–1788) | Carl Philipp Emanuel Bach (1714–1788) | Carl Philipp Emanuel Bach (1714–1788)        | Carl Philipp Emanuel Bach (1714–1788)        | Carl Philipp Emanuel Bach (1714–1788)        | Carl Philipp Emanuel Bach (1714–1788)        |                                              |                                              | Gottfried Heinrich Bach (1724–1763)          | Gottfried Heinrich Bach (1724–1763)          | Gottfried Heinrich Bach (1724–1763)          | Gottfried Heinrich Bach (1724–1763)          | Gottfried Heinrich Bach (1724–1763)          | Gottfried Heinrich Bach (1724–1763)          |                                          |                                          | Johann Christoph Friedrich Bach (1732–1795) | Johann Christoph Friedrich Bach (1732–1795) | Johann Christoph Friedrich Bach (1732–1795) | Johann Christoph Friedrich Bach (1732–1795) | Johann Christoph Friedrich Bach (1732–1795) | Johann Christoph Friedrich Bach (1732–1795) |                                         |                                         | Lucia Elisabeth Munchhusen (1728–1803) | Lucia Elisabeth Munchhusen (1728–1803) | Lucia Elisabeth Munchhusen (1728–1803) | Lucia Elisabeth Munchhusen (1728–1803) | Lucia Elisabeth Munchhusen (1728–1803) | Lucia Elisabeth Munchhusen (1728–1803) |                                |                                | Johann Christian Bach (1735–1782) | Johann Christian Bach (1735–1782) | Johann Christian Bach (1735–1782) | Johann Christian Bach (1735–1782) | Johann Christian Bach (1735–1782) | Johann Christian Bach (1735–1782) |  |  | Elisabeth Juliane Friederica (1726–1781) | Elisabeth Juliane Friederica (1726–1781) | Elisabeth Juliane Friederica (1726–1781) | Elisabeth Juliane Friederica (1726–1781) | Elisabeth Juliane Friederica (1726–1781) | Elisabeth Juliane Friederica (1726–1781) |                                        |                                        | Johann Christoph Altnikol (1720–1759)  | Johann Christoph Altnikol (1720–1759)  | Johann Christoph Altnikol (1720–1759) | Johann Christoph Altnikol (1720–1759) | Johann Christoph Altnikol (1720–1759) | Johann Christoph Altnikol (1720–1759) |  |  | Johanna Carolina (1737–1781) | Johanna Carolina (1737–1781) | Johanna Carolina (1737–1781) | Johanna Carolina (1737–1781) | Johanna Carolina (1737–1781) | Johanna Carolina (1737–1781) |  |  | Regina Susanna (1742–1809) | Regina Susanna (1742–1809) | Regina Susanna (1742–1809) | Regina Susanna (1742–1809) | Regina Susanna (1742–1809) | Regina Susanna (1742–1809) |  |  |  |  |
| Wilhelm Friedemann Bach (1710–1784) | Wilhelm Friedemann Bach (1710–1784) | Wilhelm Friedemann Bach (1710–1784) | Wilhelm Friedemann Bach (1710–1784) | Wilhelm Friedemann Bach (1710–1784) | Wilhelm Friedemann Bach (1710–1784) |                           |                           | Carl Philipp Emanuel Bach (1714–1788) | Carl Philipp Emanuel Bach (1714–1788) | Carl Philipp Emanuel Bach (1714–1788)        | Carl Philipp Emanuel Bach (1714–1788)        | Carl Philipp Emanuel Bach (1714–1788)        | Carl Philipp Emanuel Bach (1714–1788)        |                                              |                                              | Gottfried Heinrich Bach (1724–1763)          | Gottfried Heinrich Bach (1724–1763)          | Gottfried Heinrich Bach (1724–1763)          | Gottfried Heinrich Bach (1724–1763)          | Gottfried Heinrich Bach (1724–1763)          | Gottfried Heinrich Bach (1724–1763)          |                                          |                                          | Johann Christoph Friedrich Bach (1732–1795) | Johann Christoph Friedrich Bach (1732–1795) | Johann Christoph Friedrich Bach (1732–1795) | Johann Christoph Friedrich Bach (1732–1795) | Johann Christoph Friedrich Bach (1732–1795) | Johann Christoph Friedrich Bach (1732–1795) |                                         |                                         | Lucia Elisabeth Munchhusen (1728–1803) | Lucia Elisabeth Munchhusen (1728–1803) | Lucia Elisabeth Munchhusen (1728–1803) | Lucia Elisabeth Munchhusen (1728–1803) | Lucia Elisabeth Munchhusen (1728–1803) | Lucia Elisabeth Munchhusen (1728–1803) |                                |                                | Johann Christian Bach (1735–1782) | Johann Christian Bach (1735–1782) | Johann Christian Bach (1735–1782) | Johann Christian Bach (1735–1782) | Johann Christian Bach (1735–1782) | Johann Christian Bach (1735–1782) |  |  | Elisabeth Juliane Friederica (1726–1781) | Elisabeth Juliane Friederica (1726–1781) | Elisabeth Juliane Friederica (1726–1781) | Elisabeth Juliane Friederica (1726–1781) | Elisabeth Juliane Friederica (1726–1781) | Elisabeth Juliane Friederica (1726–1781) |                                        |                                        | Johann Christoph Altnikol (1720–1759)  | Johann Christoph Altnikol (1720–1759)  | Johann Christoph Altnikol (1720–1759) | Johann Christoph Altnikol (1720–1759) | Johann Christoph Altnikol (1720–1759) | Johann Christoph Altnikol (1720–1759) |  |  | Johanna Carolina (1737–1781) | Johanna Carolina (1737–1781) | Johanna Carolina (1737–1781) | Johanna Carolina (1737–1781) | Johanna Carolina (1737–1781) | Johanna Carolina (1737–1781) |  |  | Regina Susanna (1742–1809) | Regina Susanna (1742–1809) | Regina Susanna (1742–1809) | Regina Susanna (1742–1809) | Regina Susanna (1742–1809) | Regina Susanna (1742–1809) |  |  |  |  |
|                                     |                                     |                                     |                                     |                                     |                                     |                           |                           |                                       |                                       |                                              |                                              |                                              |                                              |                                              |                                              |                                              |                                              |                                              |                                              |                                              |                                              |                                          |                                          |                                             |                                             |                                             |                                             |                                             |                                             |                                         |                                         |                                        |                                        |                                        |                                        |                                        |                                        |                                |                                |                                   |                                   |                                   |                                   |                                   |                                   |  |  |                                          |                                          |                                          |                                          |                                          |                                          |                                        |                                        |                                        |                                        |                                       |                                       |                                       |                                       |  |  |                              |                              |                              |                              |                              |                              |  |  |                            |                            |                            |                            |                            |                            |  |  |  |  |
|                                     |                                     |                                     |                                     |                                     |                                     |                           |                           |                                       |                                       |                                              |                                              |                                              |                                              |                                              |                                              |                                              |                                              |                                              |                                              |                                              |                                              |                                          |                                          |                                             |                                             |                                             |                                             |                                             |                                             |                                         |                                         |                                        |                                        |                                        |                                        |                                        |                                        |                                |                                |                                   |                                   |                                   |                                   |                                   |                                   |  |  |                                          |                                          |                                          |                                          |                                          |                                          |                                        |                                        |                                        |                                        |                                       |                                       |                                       |                                       |  |  |                              |                              |                              |                              |                              |                              |  |  |                            |                            |                            |                            |                            |                            |  |  |  |  |
|                                     |                                     | Wilhelm Ernst Colson                | Wilhelm Ernst Colson                | Wilhelm Ernst Colson                | Wilhelm Ernst Colson                | Wilhelm Ernst Colson      | Wilhelm Ernst Colson      |                                       |                                       | Anna Philippiana Friederica Bach (1755–1804) | Anna Philippiana Friederica Bach (1755–1804) | Anna Philippiana Friederica Bach (1755–1804) | Anna Philippiana Friederica Bach (1755–1804) | Anna Philippiana Friederica Bach (1755–1804) | Anna Philippiana Friederica Bach (1755–1804) |                                              |                                              | Wilhelm Friedrich Ernst Bach (1759–1845)     | Wilhelm Friedrich Ernst Bach (1759–1845)     | Wilhelm Friedrich Ernst Bach (1759–1845)     | Wilhelm Friedrich Ernst Bach (1759–1845)     | Wilhelm Friedrich Ernst Bach (1759–1845) | Wilhelm Friedrich Ernst Bach (1759–1845) |                                             |                                             | Charlotte Philippina Elerdt (1780–1801)     | Charlotte Philippina Elerdt (1780–1801)     | Charlotte Philippina Elerdt (1780–1801)     | Charlotte Philippina Elerdt (1780–1801)     | Charlotte Philippina Elerdt (1780–1801) | Charlotte Philippina Elerdt (1780–1801) |                                        |                                        |                                        |                                        | Christina Luise Bach (d. 1852)         | Christina Luise Bach (d. 1852)         | Christina Luise Bach (d. 1852) | Christina Luise Bach (d. 1852) | Christina Luise Bach (d. 1852)    | Christina Luise Bach (d. 1852)    |                                   |                                   |                                   |                                   |  |  |                                          |                                          |                                          |                                          | Johann Sebastian Altnickol (1749–1749)   | Johann Sebastian Altnickol (1749–1749)   | Johann Sebastian Altnickol (1749–1749) | Johann Sebastian Altnickol (1749–1749) | Johann Sebastian Altnickol (1749–1749) | Johann Sebastian Altnickol (1749–1749) |                                       |                                       |                                       |                                       |  |  |                              |                              |                              |                              |                              |                              |  |  |                            |                            |                            |                            |                            |                            |  |  |  |  |
|                                     |                                     | Wilhelm Ernst Colson                | Wilhelm Ernst Colson                | Wilhelm Ernst Colson                | Wilhelm Ernst Colson                | Wilhelm Ernst Colson      | Wilhelm Ernst Colson      |                                       |                                       | Anna Philippiana Friederica Bach (1755–1804) | Anna Philippiana Friederica Bach (1755–1804) | Anna Philippiana Friederica Bach (1755–1804) | Anna Philippiana Friederica Bach (1755–1804) | Anna Philippiana Friederica Bach (1755–1804) | Anna Philippiana Friederica Bach (1755–1804) |                                              |                                              | Wilhelm Friedrich Ernst Bach (1759–1845)     | Wilhelm Friedrich Ernst Bach (1759–1845)     | Wilhelm Friedrich Ernst Bach (1759–1845)     | Wilhelm Friedrich Ernst Bach (1759–1845)     | Wilhelm Friedrich Ernst Bach (1759–1845) | Wilhelm Friedrich Ernst Bach (1759–1845) |                                             |                                             | Charlotte Philippina Elerdt (1780–1801)     | Charlotte Philippina Elerdt (1780–1801)     | Charlotte Philippina Elerdt (1780–1801)     | Charlotte Philippina Elerdt (1780–1801)     | Charlotte Philippina Elerdt (1780–1801) | Charlotte Philippina Elerdt (1780–1801) |                                        |                                        |                                        |                                        | Christina Luise Bach (d. 1852)         | Christina Luise Bach (d. 1852)         | Christina Luise Bach (d. 1852) | Christina Luise Bach (d. 1852) | Christina Luise Bach (d. 1852)    | Christina Luise Bach (d. 1852)    |                                   |                                   |                                   |                                   |  |  |                                          |                                          |                                          |                                          | Johann Sebastian Altnickol (1749–1749)   | Johann Sebastian Altnickol (1749–1749)   | Johann Sebastian Altnickol (1749–1749) | Johann Sebastian Altnickol (1749–1749) | Johann Sebastian Altnickol (1749–1749) | Johann Sebastian Altnickol (1749–1749) |                                       |                                       |                                       |                                       |  |  |                              |                              |                              |                              |                              |                              |  |  |                            |                            |                            |                            |                            |                            |  |  |  |  |
|                                     |                                     |                                     |                                     |                                     |                                     |                           |                           |                                       |                                       |                                              |                                              |                                              |                                              |                                              |                                              |                                              |                                              |                                              |                                              |                                              |                                              |                                          |                                          |                                             |                                             |                                             |                                             |                                             |                                             |                                         |                                         |                                        |                                        |                                        |                                        |                                        |                                        |                                |                                |                                   |                                   |                                   |                                   |                                   |                                   |  |  |                                          |                                          |                                          |                                          |                                          |                                          |                                        |                                        |                                        |                                        |                                       |                                       |                                       |                                       |  |  |                              |                              |                              |                              |                              |                              |  |  |                            |                            |                            |                            |                            |                            |  |  |  |  |
|                                     |                                     |                                     |                                     |                                     |                                     |                           |                           |                                       |                                       |                                              |                                              |                                              |                                              |                                              |                                              |                                              |                                              |                                              |                                              |                                              |                                              |                                          |                                          |                                             |                                             |                                             |                                             |                                             |                                             |                                         |                                         |                                        |                                        |                                        |                                        |                                        |                                        |                                |                                |                                   |                                   |                                   |                                   |                                   |                                   |  |  |                                          |                                          |                                          |                                          |                                          |                                          |                                        |                                        |                                        |                                        |                                       |                                       |                                       |                                       |  |  |                              |                              |                              |                              |                              |                              |  |  |                            |                            |                            |                            |                            |                            |  |  |  |  |
|                                     |                                     |                                     |                                     |                                     |                                     |                           |                           | Ludwig Albrecht Hermann Ritter        | Ludwig Albrecht Hermann Ritter        | Ludwig Albrecht Hermann Ritter               | Ludwig Albrecht Hermann Ritter               | Ludwig Albrecht Hermann Ritter               | Ludwig Albrecht Hermann Ritter               |                                              |                                              | Carolina Augusta Wilhelmine Bach (1800–1871) | Carolina Augusta Wilhelmine Bach (1800–1871) | Carolina Augusta Wilhelmine Bach (1800–1871) | Carolina Augusta Wilhelmine Bach (1800–1871) | Carolina Augusta Wilhelmine Bach (1800–1871) | Carolina Augusta Wilhelmine Bach (1800–1871) |                                          |                                          | Juliane Friederica (b. 1800)                | Juliane Friederica (b. 1800)                | Juliane Friederica (b. 1800)                | Juliane Friederica (b. 1800)                | Juliane Friederica (b. 1800)                | Juliane Friederica (b. 1800)                |                                         |                                         |                                        |                                        |                                        |                                        |                                        |                                        |                                |                                |                                   |                                   |                                   |                                   |                                   |                                   |  |  |                                          |                                          |                                          |                                          |                                          |                                          |                                        |                                        |                                        |                                        |                                       |                                       |                                       |                                       |  |  |                              |                              |                              |                              |                              |                              |  |  |                            |                            |                            |                            |                            |                            |  |  |  |  |
|                                     |                                     |                                     |                                     |                                     |                                     |                           |                           | Ludwig Albrecht Hermann Ritter        | Ludwig Albrecht Hermann Ritter        | Ludwig Albrecht Hermann Ritter               | Ludwig Albrecht Hermann Ritter               | Ludwig Albrecht Hermann Ritter               | Ludwig Albrecht Hermann Ritter               |                                              |                                              | Carolina Augusta Wilhelmine Bach (1800–1871) | Carolina Augusta Wilhelmine Bach (1800–1871) | Carolina Augusta Wilhelmine Bach (1800–1871) | Carolina Augusta Wilhelmine Bach (1800–1871) | Carolina Augusta Wilhelmine Bach (1800–1871) | Carolina Augusta Wilhelmine Bach (1800–1871) |                                          |                                          | Juliane Friederica (b. 1800)                | Juliane Friederica (b. 1800)                | Juliane Friederica (b. 1800)                | Juliane Friederica (b. 1800)                | Juliane Friederica (b. 1800)                | Juliane Friederica (b. 1800)                |                                         |                                         |                                        |                                        |                                        |                                        |                                        |                                        |                                |                                |                                   |                                   |                                   |                                   |                                   |                                   |  |  |                                          |                                          |                                          |                                          |                                          |                                          |                                        |                                        |                                        |                                        |                                       |                                       |                                       |                                       |  |  |                              |                              |                              |                              |                              |                              |  |  |                            |                            |                            |                            |                            |                            |  |  |  |  |

### La descendència de Hans Bach
- Veit Bach (1550-1619) - El Patriarca
  - Johannes (Hans) Bach († 1626) (fill de Veit Bach)

| - Johann Bach (1604-1673) (1r fill de Hans Bach) - - Johannes Christian Bach (1640-1682) - Johann Jacob Bach (1668-1692) - Johann Christoph Bach (1673-1727) - Johann Samuel Bach (1694-1720) - Johann Christian Bach (1696-) - Johann Günther Bach (1703-1756) - Johann Aegidius Bach (1645-1716) - Johann Balthasar Bach (1673-1691) - Johann Bernhard Bach (1676-1749) - Johann Ernst Bach (1722-1777) - Johann Georg Bach (1751-1797) - Johann Christoph Bach (1685-1740) - Johann Friedrich Bach (1706-1743) - Johann Aegidius Bach (1709-1746) - Johann Nicolaus Bach (1653-1682) | - Christoph Bach (1613-1661) (2n fill de Hans Bach) - - Georg Christoph Bach (1642-1697) - Johann Valentin Bach (1669-1720) - Johann Lorenz Bach (1695-1773) - Johann Elias Bach (1705-1755) - Johann Michael Bach (1745-1820) (?) - Johann Georg Bach (1786-1874) - Georg Friedrich Bach (1792-1860) - Johann Christoph Bach (1645-1693) - Johann Ernst Bach (1683-1739) - Johann Christoph Bach (1689-1740) - Johann Ambrosius Bach (1645-1695) - Johann Christoph Bach (1671-1721) - Johann Andreas Bach (1713-1779) - Johann Christoph Georg Bach (1747-1814) - Johann Bernhard Bach (1700-1743) - Johann Christoph Bach (1702-1756) - Ernst Carl Gottfried Bach (1738-1801) - Ernst Christian Bach (1747-1822) - Philipp Christiann Georg Bach (1734-1809) - Johann Jacob Bach III (1682-1722) - Johann Sebastian Bach (1685-1750) - casat amb Maria Barbara Bach (1684-1720) i després (1721) amb Anna Magdalena Bach (1701-1760) - Catharina Dorothea Bach (1708-1774) - Wilhelm Friedemann Bach (1710-1784) - el "Bach de Dresden" o "Bach de Halle" - Carl Philipp Emanuel Bach (1714-1788) - el "Bach d'Hamburg" o "Bach de Berlín" - Johann Gottfried Bernhard Bach (1715-1739) - Gottfried Heinrich Bach (1724-1763) - Elisabeth Juliana Friederica Bach, anomenada «Liesgen» (* 1726; † 1781) - Johann Christoph Friedrich Bach (1732-1795) - el "Bach de Bückeburg" - Wilhelm Friedrich Ernst Bach (1759-1845) - Johann Christian Bach (1735-1782) - el "Bach de Milà" o "Bach de Londres" - Johanna Carolina Bach (* 1737; † 1781) - Regina Susanna Bach (* 1742; † 1809) | - Heinrich Bach (1615-1692) (3r fill de Hans Bach) - - Johann Christoph Bach (1642-1703) - Johann Nicolaus Bach (1669-1753) - Johann Christoph Bach (1676-) - Johann Heinrich Bach (1709-) - Johann Friedrich Bach (1682-1730) - Johann Michael Bach (1685-) - Johann Michael Bach (1648-1694) - Maria Bàrbara Bach (1684-1720) casada amb J. S. Bach (1685-1750) - Johann Günther Bach (1653-1683) |

### La descendència de Lips Bach
- Veit Bach (1550-1619) - El Patriarca
  - Philippus "Lips" Bach (1590-1620), fill de Veit Bach
    - Wendel Bach (1619-1682) Wolfsbehringen
      - Jacob Bach (1655-1718)
        - Nicolaus Ephraim Bach (1690-1760)
        - Georg Michael Bach (1703-1771)
          - Johann Christian Bach (1743-1814)

        - Johann Ludwig Bach (1677-1731) - el "Bach de Meiningen"
          - Gottlieb Friedrich Bach (1714-1785)
            - Johann Philipp Bach (1752-1846)

          - Samuel Anton Bach (1713-1781)

    - Johann Bach (1621-1686), nebot de Lips Bach
      - Johann Stephan Bach (1665-1717)

### La descendència de Caspar Bach
- Caspar Bach (1570-1640) (germà de Veit Bach???)
  - Caspar Bach (1600-)
  - Heinrich Bach (-1635) el "Jonàs cec"
  - Johann Bach (1612-1632)
  - Melchior Bach (1603-1634)
  - Nicolaus Bach (1619-1637)